# ناثان براون (لاعب كرة قدم أمريكية)
ناثان براون (بالإنجليزية: Nathan Brown)‏ هو لاعب كرة قدم أمريكية أمريكي، ولد في 19 أغسطس 1986 في هاتيسبورغ في الولايات المتحدة.